# 拉杜爾
拉杜爾是印度的城市，由馬哈拉施特拉邦負責管轄，位於該國中部，距離首府孟買497公里，面積96.5平方公里，海拔高度515米，每年平均降雨量725毫米，2011年人口382,754。